# Academia Militar de Filipinas

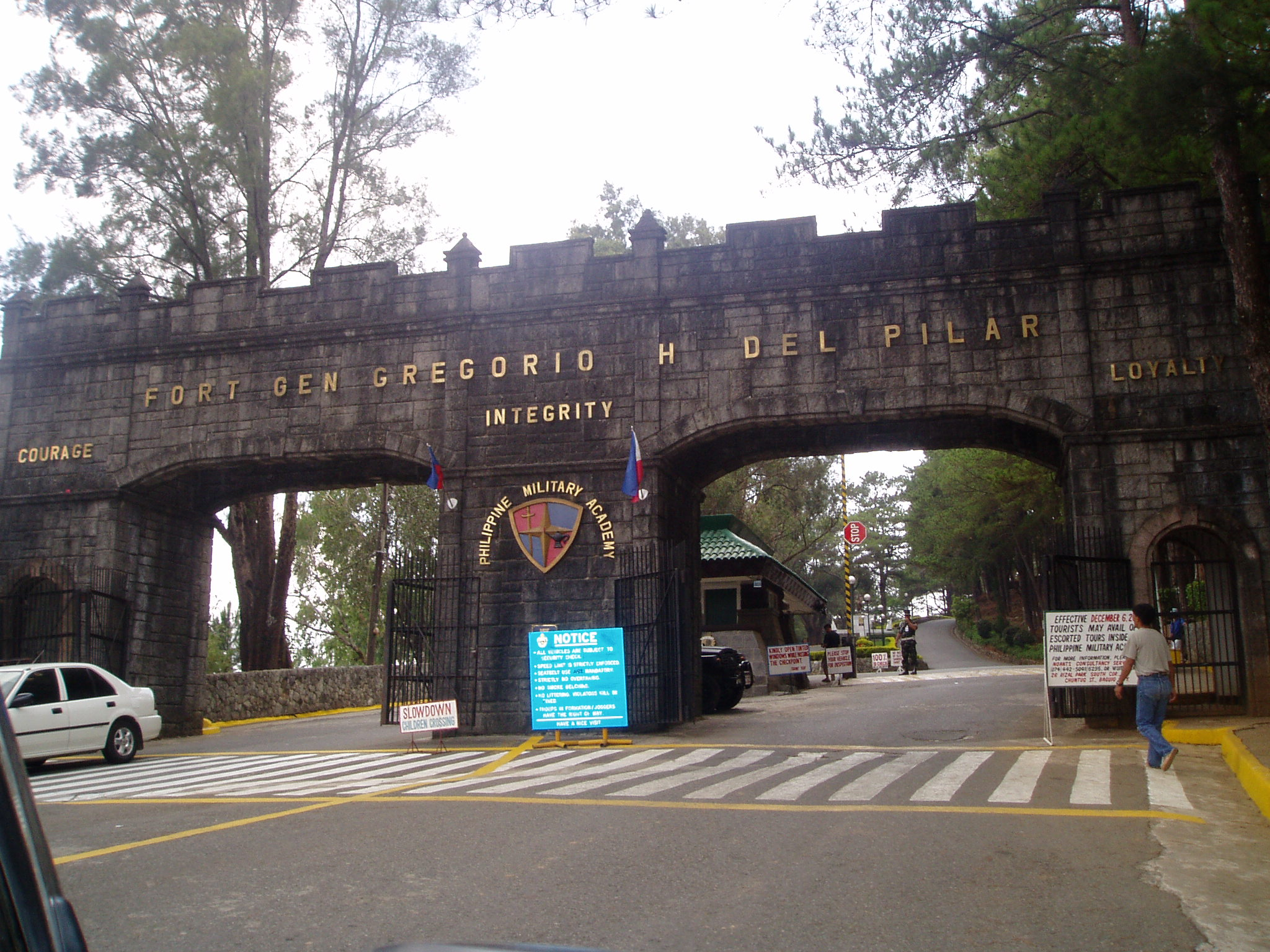
Entrada a la academia.

La Academia Militar de Filipinas (tagalo: Akademiyang Militar ng Pilipinas; inglés: Philippine Military Academy) es una academia militar encargada de formar oficiales para las Fuerzas Armadas de Filipinas. Se fundó en Malolos. De esta academia egresaron Emilio Aguinaldo y Antonio Luna el 25 de octubre de 1898. La escuela fue trasladada a la ciudad de Baguio. En 1936, fue oficialmente creada mediante una ley promulgada por el congreso de Filipinas.
- Datos: Q1986327
- Multimedia: Philippine Military Academy / Q1986327